# 고마쓰시마시
고마쓰시마시(일본어: 小松島市)는 일본 도쿠시마현의 대략 거의 중앙, 기이 수도 연안에 있는 시이다.
야시마섬으로 도망간 다이라씨를 토벌하기 위해 미나모토노 요시쓰네가 고마쓰시마에 상륙했다는 전설이 있다. 1980년대 후반 무렵부터 '태양과 물과 녹지가 풍부한 항만 도시'의 건설을 목표로 여러 가지 개발을 해 왔지만 여객 항로의 폐지 등에 따라 최근에는 항구를 중심으로 한 '항만 도시'에서 도쿠시마 적십자병원 등을 중심으로 한 '의료복지 도시'로 바뀌고 있다.
중심지는 고마쓰시마항 부근이며 시청이나 도서관 등은 여기에 위치한다. 이전에는 시코쿠의 관문으로 항구를 중심으로 상가가 번창했지만 고마쓰시마선의 폐지, 혼슈-시코쿠 간 다리 건설에 의한 잇따르는 항로 폐지 등으로 서서히 쇠퇴하였다. 국도 55호선을 따라 교외형 점포가 진출한 것도 쇠퇴의 한 요인이 되고 있다. 현재는 중심 시가지 활성화를 위해 도요 방적 고마쓰시마 공장 철거지에 도쿠시마 적십자병원을 중심으로 한 빌딩이 완성되었다.

## 지리
도쿠시마현 동부의 도쿠시마시(현청 소재지) 남쪽에 위치하고 기이 수도와 접한다. 국도 55호선이 시의 중앙을 남북으로 종단한다.

## 역사
- 1889년 10월 1일 - 정촌제 시행과 함께 가쓰우라군 고마쓰시마촌이 성립하였다.
- 1908년 11월 1일 - 고마쓰시마촌이 정으로 승격해 고마쓰시마정이 되었다.
- 1951년 4월 1일 - 나카군 다쓰에정을 편입하였다.
- 1951년 6월 1일 - 시로 승격하였다.
- 1956년 9월 30일 - 나가군 사카노정을 편입하였다.

## 교통

### 철도
- 시코쿠 여객철도 무기선

### 도로
- 국도 55호선
- 국도 195호선

## 인구
| 연도 | 인구   | ±%     |
| ---- | ------ | ------ |
| 1920 | 23,319 | —      |
| 1930 | 28,222 | +21.0% |
| 1940 | 29,469 | +4.4%  |
| 1950 | 39,744 | +34.9% |
| 1960 | 39,884 | +0.4%  |
| 1970 | 40,507 | +1.6%  |
| 1980 | 43,636 | +7.7%  |
| 1990 | 43,188 | −1.0%  |
| 2000 | 43,078 | −0.3%  |
| 2010 | 40,630 | −5.7%  |

## 자매 도시
- 일본 홋카이도 나카가와군 혼베쓰정